# Шубенков Сергій Володимирович
Сергій Володимирович Шубенков (рос. Сергей Владимирович Шубенков) (нар. 14 жовтня 1990) — російський легкоатлет, який спеціалізується у бар'єрному бігу, переможець та призер чемпіонатів світу та Європи, рекордсмен Росії.
2 липня 2018 на Меморіалі Іштвана Дьюлаї в угорському Секешфегерварі пробіг 110 метрів з бар'єрами за 12,92, встановивши новий національний рекорд та піднявшись на восьму сходинку в рейтингу спортсменів у цій дисципліні за всі часи.
Можливо, вживав допінг, про що повідомив сайт https://news.ru/others/stalo-izvestno-chto-legkoatlet-sergej-shubenkov-popalsya-na-dopinge/

## Виступи на основних міжнародних змаганнях
| Рік                                   | Змагання                       | Місто            | Місце            | Примітки         |
| Виступи за Росія                      | Виступи за Росія               | Виступи за Росія | Виступи за Росія | Виступи за Росія |
| ------------------------------------- | ------------------------------ | ---------------- | ---------------- | ---------------- |
| 2009                                  | Чемпіонат Європи серед юніорів | Новий Сад        | 2                |                  |
| 2011                                  | Чемпіонат Європи серед молоді  | Острава          | 1                |                  |
| 2011                                  | Чемпіонат світу                | Тегу             | 1заб6            |                  |
| 2012                                  | Чемпіонат Європи               | Гельсінкі        | 1                |                  |
| 2012                                  | Олімпійські ігри               | Лондон           | 3пф6             |                  |
| 2013                                  | Чемпіонат Європи в приміщенні  | Гетеборг         | 1                |                  |
| 2013                                  | Командний чемпіонат Європи     | Гейтсхед         | 1                |                  |
| 2013                                  | Універсіада                    | Казань           | 3                |                  |
| 2013                                  | Чемпіонат світу                | Москва           | 3                |                  |
| 2014                                  | Чемпіонат світу в приміщенні   | Сопот            | 2пф7             |                  |
| 2014                                  | Командний чемпіонат Європи     | Брауншвейг       | 1                |                  |
| 2014                                  | Чемпіонат Європи               | Цюрих            | 1                |                  |
| 2015                                  | Командний чемпіонат Європи     | Чебоксари        | 1                |                  |
| 2015                                  | Чемпіонат світу                | Пекін            | 1                |                  |
| Виступи за Допущені нейтральні атлети |                                |                  |                  |                  |
| 2017                                  | Чемпіонат світу                | Лондон           | 2                |                  |
| 2018                                  | Чемпіонат Європи               | Берлін           | 2                |                  |
| 2019                                  | Чемпіонат світу                | Доха             | 2                | [ 2 ]            |
| Виступи за Європа                     |                                |                  |                  |                  |
| 2014                                  | Континентальний кубок          | Марракеш         | 1                |                  |
| 2018                                  | Континентальний кубок          | Острава          | 1                |                  |
| 2019                                  | Матчева зустріч Європа-США     | Мінськ           | 2                |                  |